# Hepialoïdeus
Els hepialoïdeus (Hepialoidea) són una superfamília de lepidòpters glossats de l'infraordre dels exoporis (Exoporia).

## Taxonomia
La superfamília Hepialoidea inclou 629 especies repartides en cinc famílies:
- Família Palaeosetidae Turner, 1922
- Família Prototheoridae Meyrick, 1917
- Família Neotheoridae Kristensen, 1978
- Família Anomosetidae Tillyard, 1919
- Família Hepialidae Stephens, 1829